# Filanówka
Filanówka – wieś w rejonie nowouszyckim obwodu chmielnickiego.